# Giangilberto Monti
Giangilberto Monti (Milano, 11 maggio 1952) è un cantautore, scrittore e drammaturgo italiano.

## Biografia
Giangilberto Monti intraprende l’attività artistica nella seconda metà degli anni Settanta, dopo la laurea in ingegneria chimica conseguita presso il Politecnico di Milano nel 1977. Nello stesso anno firma un contratto discografico con la CBS – etichetta oggi parte del gruppo Sony Music – e avvia la sua produzione musicale con un ciclo di album caratterizzati da un linguaggio diretto e da una scrittura attenta ai temi sociali e politici.
Parallelamente si avvicina al teatro, formandosi presso il Teatro Arsenale e la Civica Scuola d’Arte Drammatica di Milano. La sua preparazione attoriale si intreccia fin da subito con l’attività musicale, portandolo a sviluppare un linguaggio espressivo basato sulla contaminazione tra canzone d’autore, recitazione e satira.
Negli anni Ottanta entra in contatto con il mondo del teatro politico e del teatro-canzone, collaborando con Dario Fo e Franca Rame sia come attore sia come musicista, affinando l’uso della voce e della gestualità scenica in chiave ironica e grottesca.
Durante questo periodo studia interpretazione vocale con Cathy Berberian, approfondendo tecniche di canto non convenzionali e l’uso teatrale della voce, elementi che diventeranno centrali nei suoi spettacoli.

### Gli esordi (1979-1982)
Il suo esordio discografico avviene nel 1978 con L’ordine è pubblico?, seguito da Il giro del giorno (1979), E domani? (1981) e Guardie e ladri (1982), quest’ultimo prodotto da Roberto Colombo. I primi lavori si distinguono per l’impegno civile e per arrangiamenti che combinano sonorità pop e richiami alla canzone d’autore. Nel 1982 partecipa al programma televisivo Premiatissima, presentando il brano Balla Bella, tratto dall’album Guardie e ladri.

### La svolta verso il teatro-canzone (1986-2009)
A partire dalla metà degli anni Ottanta, Monti orienta la propria attività verso forme espressive più vicine al teatro-canzone e al cabaret musicale, contaminando generi e linguaggi. Nel 1986 pubblica Il re del musical, a cui seguono Superlega (1993) e Boris Vian – Le canzoni (1997), quest’ultimo interamente dedicato alla reinterpretazione e all’adattamento in italiano del repertorio del poliedrico autore francese Boris Vian.
Nei primi anni Duemila prosegue la ricerca musicale con lavori che intrecciano narrativa, satira e omaggi alla chanson francese: Musicalmente scorretto (2001) e La Belle Époque della Banda Bonnot (2004) – quest’ultimo ispirato a un radiodramma di sua creazione vincitore del Prix Suisse – testimoniano la volontà di unire racconto storico e sperimentazione musicale. Nel 2006 esce Maledette canzoni, tributo a figure quali Vian, Léo Ferré e Serge Gainsbourg, mentre l’anno successivo pubblica Ce n’est qu’un début, antologia di brani scritti nell’arco di trent’anni ma fino ad allora inediti.

### Progetti tematici (2009-2017)
Nel 2009 realizza Comicanti, raccolta di canzoni comiche d’autore interpretate insieme a noti esponenti della scena cabarettistica italiana, i cui proventi vengono devoluti a Medici Senza Frontiere. L’attenzione per la chanson francese si consolida ulteriormente con Maledetti Francesi (2010), progetto che unisce spettacolo teatrale e pubblicazione editoriale. Questa sorta di antologia della musica francese viene riproposta nel 2019 come album, realizzato in collaborazione con la pianista Ottavia Marini. Maledetti Francesi ha ottenuto anche il patrocinio dall'Institut Francais.
Nel 2015 pubblica Opinioni da clown, album di inediti che include un brano firmato da Dario Fo e Fiorenzo Carpi. Segue Canti ribelli (2017), dedicato all’opera del cantautore francese Renaud, un progetto che lo stesso Monti definisce "un'operazione coraggiosa, in quanto l'artista è celebre in Francia, ma praticamente sconosciuto in Italia". Nello stesso anno esce anche la riedizione digitale di Guardie e ladri, ripubblicata con inserti parlati e contenuti aggiuntivi.

### Gli ultimi album (2021-2024)
Negli anni successivi alterna lavori in studio a progetti dal vivo. Nel 2021 presenta Tempi strani, registrazione live realizzata negli studi di Radio Popolare e concepita come un’antologia della sua carriera, con arrangiamenti che spaziano dal jazz al blues e alla canzone satirica. Monti la definisce «un viaggio tra i mondi stilistici della sua carriera, da PFM a Dario Fo, da Mia Martini a Léo Ferré»
La critica lo accoglie positivamente: lo show che racconta un «piccolo viaggio», lungo 44 anni di carriera, scatena «musica e teatralità che s’incontrano in un godibile spettacolo di teatro-canzone».
Nel 2022 pubblica Françalien, disco legato al volume Gli anni d’oro della canzone francese 1940-1970, scritto in collaborazione con il giornalista musicale Vito Vita.
Nel 2024 realizza, sempre insieme a Vito Vita, il progetto Franco Califano, il Prévert di Trastevere, comprendente un album e un saggio dedicati alla figura e all’opera di Franco Califano, in cui Giangilberto Monti racconta "a modo suo" l'artista romano con reinterpretazioni e composizioni originali.
Parallelamente alla propria produzione, Monti ha collaborato come autore di testi con numerosi interpreti italiani, tra cui Mia Martini, Anna Oxa, Fiordaliso, i Fichi d’India e il duo Aldo & Giovanni (prima dell’incontro con Giacomo Poretti), partecipando inoltre a progetti collettivi e produzioni speciali.

### L’omaggio a Dario Fo: "Le canzoni del signor Dario Fo” e l’album omonimo (2018-2024)
Le canzoni del signor Dario Fo è uno spettacolo-concerto presentato per la prima volta nel 2018 e riproposto in diverse edizioni fino al 2024, tra cui una versione in cartellone al Teatro Gerolamo di Milano.
Il progetto nasce dal legame artistico e umano che Monti ha avuto con Dario Fo fin dagli anni Ottanta, periodo in cui collaborò come attore nelle sue produzioni teatrali. L’obiettivo dello spettacolo è recuperare e reinterpretare in chiave contemporanea il repertorio musicale del premio Nobel, evidenziandone il valore artistico, la carica satirica e l’attualità dei contenuti.
Lo spettacolo alterna esecuzioni dal vivo di brani composti da Dario Fo, spesso in collaborazione con Fiorenzo Carpi, a racconti e aneddoti che contestualizzano le canzoni nel loro periodo storico e politico. Il repertorio include sia canzoni note, tratte da celebri spettacoli come Mistero Buffo e Ci ragiono e canto, sia brani meno conosciuti, recuperati da registrazioni e archivi privati.
Dal punto di vista musicale, le canzoni sono riarrangiate in chiave jazzistica e acustica, con la collaborazione di musicisti provenienti dalla scena jazz italiana. Questa scelta stilistica consente di mantenere la forza espressiva originale dei brani, introducendo però nuove sfumature armoniche e ritmiche.
La critica ha accolto favorevolmente il progetto, sottolineando come Monti riesca a “coniugare fedeltà e reinterpretazione, mantenendo intatto lo spirito teatrale e satirico di Fo”. Alcune recensioni hanno evidenziato la capacità dello spettacolo di parlare a un pubblico trasversale, offrendo sia un documento culturale sia un’esperienza di intrattenimento dal vivo.
Parallelamente allo spettacolo, Monti ha inciso un album omonimo, pubblicato nel 2018, che raccoglie gran parte dei brani eseguiti a teatro e rappresenta la prima operazione discografica organica dedicata al repertorio musicale di Dario Fo.

## Attività letteraria
Giangilberto Monti affianca alla carriera musicale e teatrale un’intensa attività di scrittore, che comprende saggi, monografie, dizionari e narrativa. I suoi lavori si concentrano prevalentemente sulla storia del cabaret, della canzone d’autore italiana e francese, e su figure artistiche legate alla cultura musicale e teatrale del Novecento. Molte delle produzioni letterarie sono state pubblicate contemporaneamente all’uscita dei suoi album musicali.

### Saggi e dizionari
L’esordio editoriale avviene nel 1995 con Boris Vian – Le canzoni, curato insieme a Giulia Colace e pubblicato da Marcos y Marcos, dedicato alla traduzione e commento dell’opera musicale del poliedrico artista francese. Il filone enciclopedico prosegue con il Dizionario dei Cantautori (Garzanti, 2003; seconda edizione ampliata, 2005), testo di riferimento per lo studio della canzone italiana, e con il Dizionario dei Comici e del Cabaret (Garzanti, 2008), considerato uno dei primi repertori completi dedicati alla comicità e alla satira scenica in Italia.
Nel 2010 pubblica Maledetti Francesi (NdA Press; nuova edizione Miraggi, 2018), saggio dedicato agli chansonniers ribelli come Vian, Brassens, Ferré, Brel e Gainsbourg, in cui alterna biografie, analisi dei testi e contesto storico-culturale. Con Flavio Oreglio firma La vera storia del cabaret (Garzanti, 2012), indagine storica sull’evoluzione del genere, dalle origini parigine ai palcoscenici italiani. Seguono E sempre allegri bisogna stare (Giunti, 2016), dedicato alle canzoni di Dario Fo, e numerose monografie su artisti francesi e italiani, tra cui Boris Vian, il principe delle notti di Saint-Germain-des-Prés (Miraggi, 2018) e Coluche, il comico politico (Miraggi, 2021).
Negli anni recenti, Monti ha pubblicato con Vito Vita Gli anni d’oro della canzone francese 1940-1970 (Gremese, 2022), approfondimento storico-musicale per ripercorre il trentennio aureo della canzone francese del Novecento attraverso le carriere dei suoi protagonisti: Édith Piaf, Johnny Hallyday, Juliette Gréco, Charles Trenet, Serge Gainsbourg, Dalida, Charles Aznavour e molti altri .
L'anno successivo è uscito Franco Califano. Vita, successi, canzoni ed eccessi del “Prévert di Trastevere” (Gremese, 2023), biografia critica del cantautore romano.
L’ultimo lavoro di Monti è Strà Milano - Lo stradario cantato della città (Altreconomia, 2024), scritto con Alessio Lega. Si tratta di un’opera originale che fonde la geografia urbana e la musica: una guida letteraria per suonare Milano, con cinque passeggiate musicali e 13 tappe tra canzoni e quartieri, dalla periferia al centro storico.

### Narrativa
In ambito narrativo, Monti esordisce con Dreyfus (Greco & Greco, 1999), testo teatrale firmato con lo scrittore e regista teatrale Vittorio Orsenigo. Nel 2013 firma L’Amore che fa Boum! – La vera storia della Banda Bonnot (Vololibero), romanzo storico ambientato nella Belle Époque francese, basato su ricerche d’archivio e su materiali già utilizzati per spettacoli teatrali e radiodrammi. Nel 2016 esce Romanzo musicale di fine millennio (Miraggi), racconto ironico e autobiografico che attraversa la cultura pop, il cabaret e la musica italiana tra anni Settanta e Duemila.

## Attività radiofonica
Giangilberto Monti sviluppa una rilevante attività radiofonica a partire dalla fine degli anni Novanta, collaborando in maniera continuativa con la Radio Svizzera Italiana (RSI). I suoi programmi si collocano a metà strada tra il radiodramma, il documentario musicale e la narrazione teatrale, con un linguaggio che unisce racconto storico, interpretazione attoriale e musica dal vivo.
I progetti radiofonici di Monti si caratterizzano per un approccio multidisciplinare: spesso sono collegati a sue ricerche editoriali o a spettacoli teatrali e discografici, creando un dialogo tra differenti forme artistiche.

### Principali produzioni
- Carissima Lucrezia (1998) – Radiodramma di taglio narrativo, prima collaborazione con RSI in veste di autore e regista.
- La Belle Époque della Banda Bonnot (2004) – Dramma storico-musicale dedicato alla banda anarchica francese di inizio Novecento. L’opera vince il Prix Suisse nella categoria Fiction e viene successivamente adattata per il teatro.
- Concerto per Coluche (2017) – Ciclo di cinque puntate che racconta la vita e l’attività del comico e attivista francese Coluche, integrando testimonianze, canzoni e ricostruzioni sceniche.
- Le Canzoni del Signor Dario Fo (2018) – Serie in venti puntate incentrata sul repertorio musicale di Dario Fo, con esecuzioni dal vivo, adattamenti e narrazione storica, ispirata all’omonimo progetto teatrale e discografico.
- Ce n’est qu’un début (2021) – Ciclo in sei puntate scritto e diretto da Monti, dedicato alle vite ribelli di Mara Cagol, Renato Curcio e Mauro Rostagno, con particolare attenzione al rapporto tra la sua generazione e l’impegno politico.
- Dalida & Tenco, Un Affare di Cuore (2022) – Serie in dieci puntate che intreccia biografia e carriera artistica di Dalida e Luigi Tenco, ricostruendone il legame personale e professionale.
- Franco Califano, il Prévert di Trastevere (2024, con Vito Vita) – Serie in sette puntate sulla vita e le opere di Franco Califano, collegata all’omonimo libro e all’album realizzato dallo stesso Monti.

## Discografia

### Album in studio
- 1978 – L'ordine è pubblico? (CBS, 82630)
- 1979 – Il giro del giorno (CBS, 83633)
- 1981 – E domani? (CBS, 84765)
- 1982 – Guardie e Ladri (CBS, 25046)
- 1986 – Il re del musical (Target/EMI Italiana 2405861)
- 1993 – Superlega (Carosello Records, CIX 71)
- 1997 – Boris Vian-Le Canzoni (Il Manifesto, CD 011)
- 2001 – Musicalmente scorretto (Sony Music Entertainment, Columbia COL 5054312)
- 2004 – La Belle Epoque della banda Bonnot (FolkClub Ethnosuoni, ES 5343)
- 2006 – Maledette canzoni (Carosello Records, CARSH 168)
- 2007 – Ce n'est qu'un début (Carosello Records)
- 2009 – Comicanti (Carosello Records, CARSH 606)
- 2013 – Comicanti.it (EGEA Music, INC 002)
- 2015 – Opinioni da Clown (EGEA Music, INC 191)
- 2017 – Canti ribelli (EGEA Music, INC 232)
- 2018 – Le canzoni del signor Dario Fo (Fort Alamo/Warner Music Italy, FA 007)
- 2019 – Maledetti Francesi (Fort Alamo/ Freecom, FRPP 1903)
- 2021 – Tempi Strani (Fort Alamo/Sony Music, 19439870172)
- 2022 – Françalien (Freecom, FR220005)
- 2024 - Franco Califano, il Prévert di Trastevere (Fort Alamo/ Warner Music Italy 502173241962 0)

### Singoli
- 1978 – Balthazar/Storia di una nota (CBS, 6562)
- 1981 – Hey signorina/Dimmi di domani (CBS, 1057)
- 1983 – Balla Bella/Metrò (CBS, A 3003)

### Collaborazioni
- 2018 - Powerillusi & Friends (Nota) voce solista in Matrimoni e funerali e Allah è al bar
- 2019 - Io credevo-Le canzoni di Gianni Siviero (Squilibri) voce solista in Milano
- 2023 - Domani si vive e si muore (Block Nota, BN CD 036) di Federico Sirianni e Michele Gazich; voce

## Opere Letterarie e Radiofoniche

### Saggi
- Giangilberto Monti, Giulia Colace (a cura di), Boris Vian-Le Canzoni, Milano, Marcos y Marcos, 1995. ISBN 88-7168-142-8.
- Giangilberto Monti, Veronica Di Pietro, Dizionario dei Cantautori, Milano, Garzanti, 2003. ISBN 88-11-74035-5.
- Giangilberto Monti, Dizionario dei Comici e del Cabaret, Milano, Garzanti, 2008. ISBN 978-88-11-74050-6.
- Giangilberto Monti, Maledetti Francesi, Rimini, NdA Press, 2010. ISBN 978-88-89035-49-8.
- Giangilberto Monti, Flavio Oreglio, La vera storia del cabaret, Milano, Garzanti, 2012. ISBN 978-88-11-60117-3.
- Giangilberto Monti, E sempre allegri bisogna stare, Firenze, Giunti, 2016. ISBN 978-88-09-84422-3.
- Giangilberto Monti, Maledetti Francesi, Torino, Miraggi Edizioni, 2018. ISBN 978-88-3386-017-6.
- Giangilberto Monti, Boris Vian, il principe delle notti di Saint-Germain des Prés, Torino, Miraggi Edizioni 2018. ISBN 978-88-99815-27-1.
- Giangilberto Monti, Coluche, il comico politico, Torino, Miraggi Edizioni, 2021. ISBN 978-88-3386-171-5.
- Giangilberto Monti, Vito Vita, Gli anni d'oro della canzone francese 1940-1970, Roma, Gremese, 2022. ISBN 978-88-6692-163-9
- Giangilberto Monti, Vito Vita, Franco Califano. Vita, successi, canzoni ed eccessi del «Prévert di Trastevere», Roma, Gremese, 2023. ISBN 978-88-6692-170-7
- Giangilberto Monti, Alessio Lega, Strà Milano - Lo stradario cantato della città, Milano, Altreconomia, 2024. ISBN 978-88-6516-543-0

### Teatro
- Giangilberto Monti, Vittorio Orsenigo, Dreyfus, Milano, Greco&Greco, 1999. ISBN 88-7980-213-5.

### Romanzi
- Giangilberto Monti, L'Amore che fa Boum!, Milano, Vololibero Edizioni, 2013. ISBN 978-88-97637-16-5
- Giangilberto Monti, Romanzo musicale di fine millennio, Torino, Miraggi Edizioni 2016. ISBN 978-88-96910-91-7.

### Radiodrammi
- Carissima Lucrezia (1998) - autore (RSI) regia di Claudio Laiso
- La Belle Époque della Banda Bonnot (2004) - autore e narratore (RSI) regia di Claudio Laiso
- Concerto per Coluche (2017, 5 puntate) - autore (RSI) regia di Claudio Laiso
- Le Canzoni del Sig. Dario Fo (2018, 20 puntate) - autore (RSI) regia di Claudio Laiso
- Ce n'est qu'un début (2021, 6 puntate) - autore e regista (RSI)
- Dalida & Tenco, Un Affare di Cuore (2022, 10 puntate) - autore (RSI) regia di Sara Flaadt
- Franco Califano, il Prévert di Trastevere (2024, 7 puntate) autore con Vito Vita (RSI) regia di Sara Flaadt